# Shunkan Sentimental
Singles de Scandal
Yumemiru Tsubasa
(2009) Taiyō to Kimi ga Egaku Story
(2010)
Shunkan Sentimental (瞬間センチメンタル) est le huitième single du groupe japonais Scandal sorti le 3 février 2010.
Le single comporte une reprise du groupe Hillbilly Bops, intitulée Yumemiru Koro wo Sugitemo. Shunkan Sentimental s'est classé à la 7e position via l'Oricon et à la 17e via le Japan Hot 100. Le single est resté classé 17 semaines et s'est écoulé à 32 624 copies vendues. Le single a été ensuite certifié disque d'or en avril 2010 par la Recording Industry Association of Japan pour avoir écoulé plus de 100 000 unités au format numérique. Shunkan Sentimental est le second single après Shōjo S, à être certifié disque d'or.
Le titre a été utilisé pour l'anime Fullmetal Alchemist: Brotherhood en tant que quatrième thème pour le générique de fin. Le clip pour le single, a été réalisé par AT et filmé dans un bâtiment abandonné.

## Composition du groupe
- Haruna Ono - guitare, chants (principal)
- Tomomi Ogawa - basse, chants (2e voix)
- Mami Sasazaki - guitare solo, chants (3e voix)
- Rina Suzuki - batterie, chants (4e voix)

## Liste des titres
Toute la musique est composée par Sachio Kubota, sauf piste 3, composée par  Sachio Kubota.
| 1. | Shunkan Sentimental (瞬間センチメンタル)       | Haruna, Tomomi, Mami, Rina, Natsumi Kobayashi | 3:45 |
| 2. | Hoshi no Furu Yoru ni (星の降る夜に)           | Haruna, Tomomi, Mami, Rina                    | 4:03 |
| 3. | Yumemiru Koro wo Sugitemo (夢見る頃を過ぎても) | Chiroru Yaho                                  | 4:17 |
| 4. | Shunkan Sentimental (瞬間センチメンタル)       | (instrumental)                                | 3:46 |

### Édition limitée
Toute la musique est composée par Sachio Kubota, sauf piste 3, composée par  Sachio Kubota.
| 1. | Shunkan Sentimental (瞬間センチメンタル)                                           | Haruna, Tomomi, Mami, Rina, Natsumi Kobayashi | 3:45 |
| 2. | Hoshi no Furu Yoru ni (星の降る夜に)                                               | Haruna, Tomomi, Mami, Rina                    | 4:03 |
| 3. | Yumemiru Koro wo Sugitemo (夢見る頃を過ぎても)                                     | Chiroru Yaho                                  | 4:17 |
| 4. | Sunkan Sentimental (Fullmetal Alchemist: Brotherhood ED ver.) (瞬間センチメンタル) | Haruna, Tomomi, Mami, Rina, Natsumi Kobayashi | 1:31 |
| 5. | Shunkan Sentimental (瞬間センチメンタル)                                           | (instrumental)                                | 3:46 |